# Pritzwalk
Pritzwalk is een gemeente in de Duitse deelstaat Brandenburg, gelegen in de Landkreis Prignitz. De stad telt 11.870 inwoners.

## Geografie, infrastructuur

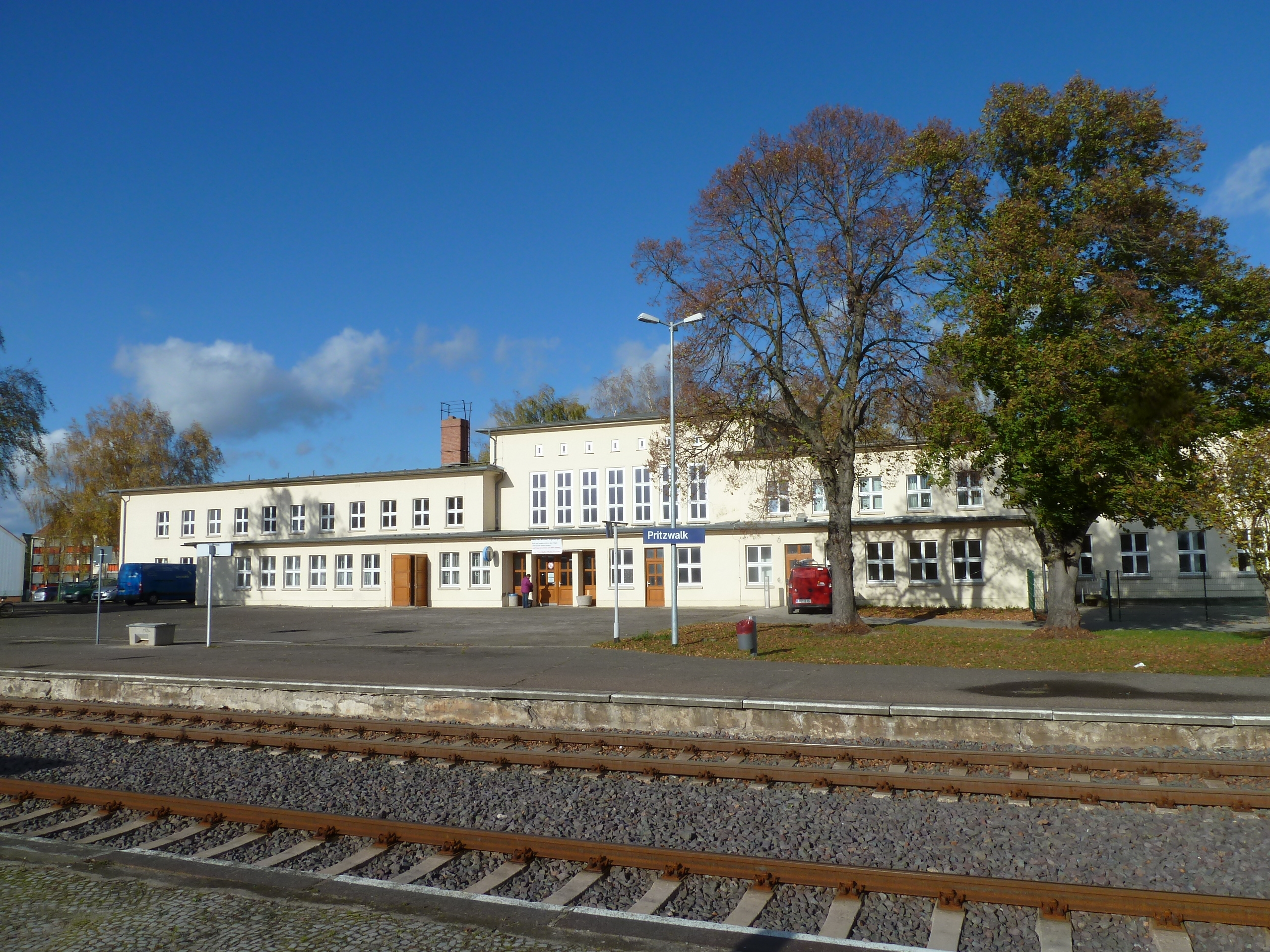
Stationsgebouw (1955)
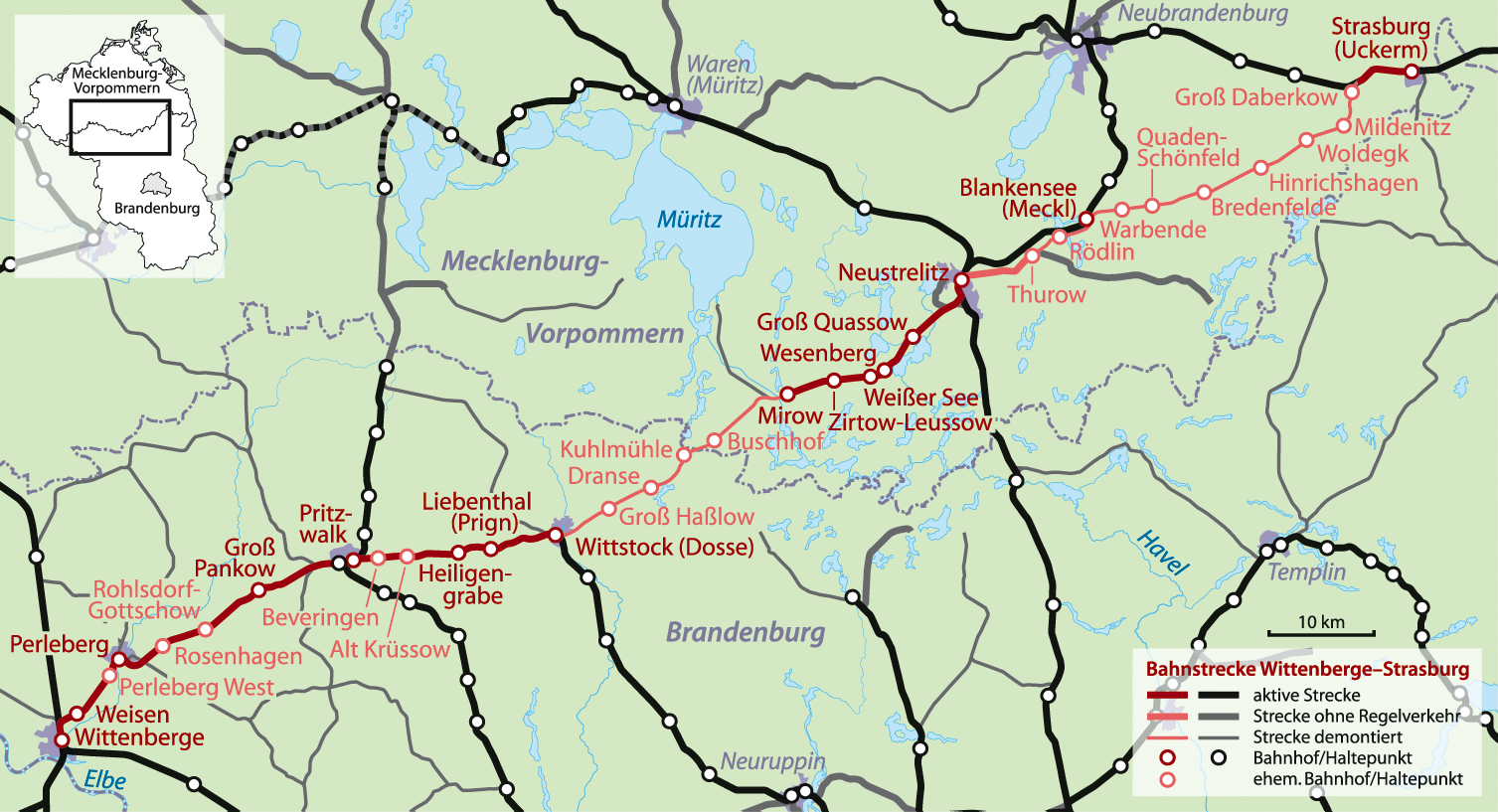
Kaart traject spoorlijn Wittstock/Dosse-Wittenberge
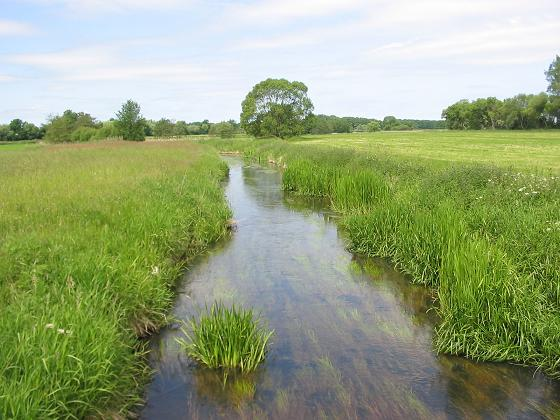
De Dömnitz ten westen van Pritzwalk
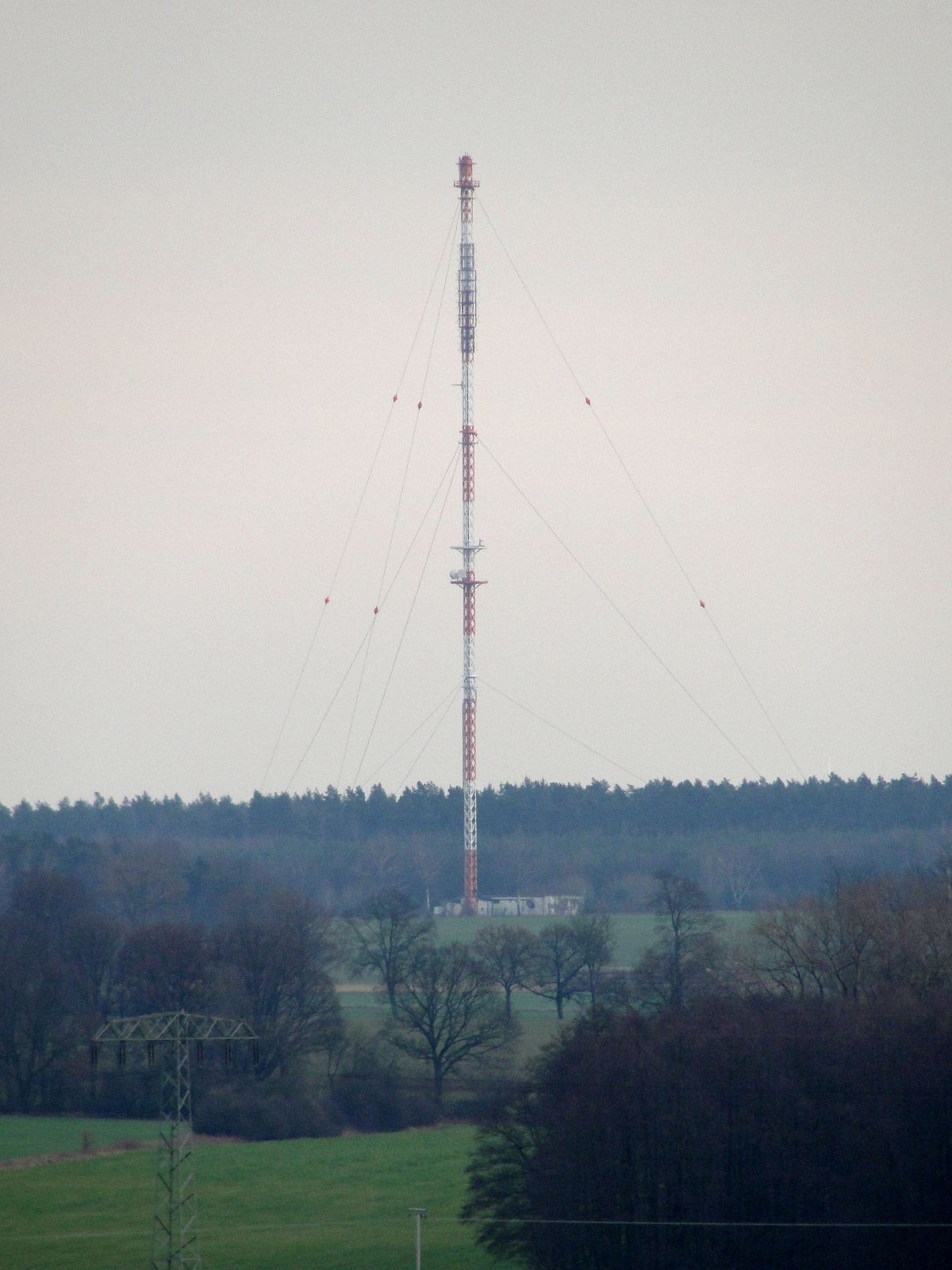
Radiozendmast bij Buchholz, gemeente Pritzwalk
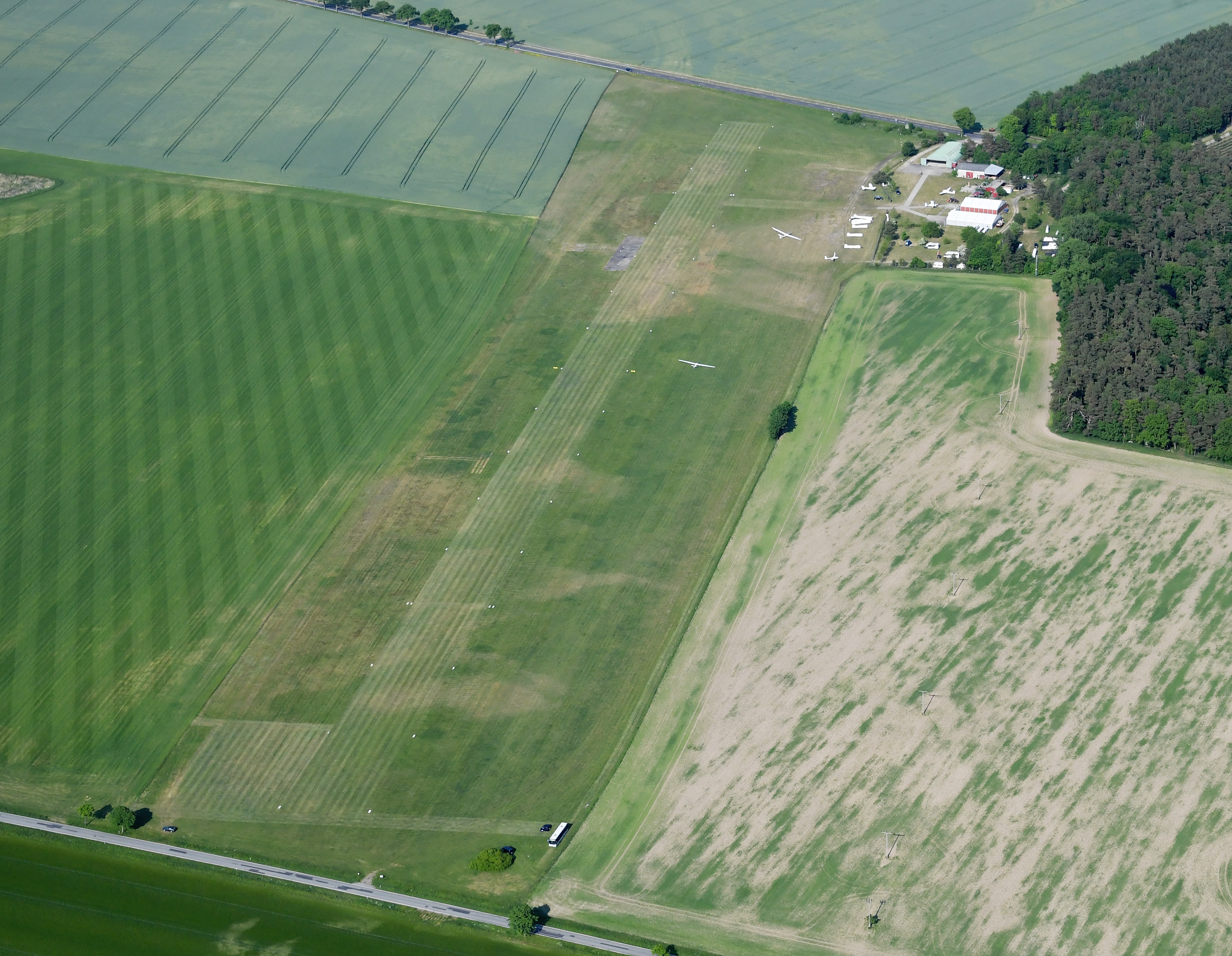
Vliegveldje Pritzwalk-Sommersberg

Pritzwalk heeft een oppervlakte van 165,57 km² en ligt in de landstreek Prignitz, in de gelijknamige Landkreis, in het oosten van Duitsland. De omgeving bestaat grotendeels uit slechts licht golvend, vruchtbaar akkerland, afgewisseld met weilanden en kleine percelen bos.
Het stadje ligt aan de Dömnitz, een linker zijbeek van de Stepenitz. Deze beek is nauwelijks door watervervuiling aangetast. Na 1999 zijn er, in het kader van een natuurherstelproject, veel jonge beekforellen en zalmen uitgezet.

### Naburige gemeenten
- In het oosten en zuidoosten, in de Landkreis Ostprignitz-Ruppin:
  - Heiligengrabe
  - Kyritz
- In het westen en zuiden: Groß Pankow
- In het noordwesten: Triglitz in het Amt Putlitz-Berge
- In het noorden en noordoosten, in het Amt Meyenburg:
  - Gerdshagen
  - Halenbeck-Rohlsdorf
  - Kümmernitztal.

Wat verder weg, aan de B189, liggen Perleberg, ongeveer 19 km in westelijke richting, en Wittstock/Dosse, 15 km oostwaarts.

### Infrastructuur
Te Pritzwalk komen de Bundesstraße 103 (noord<->zuid), de Bundesstraße 107 (deze begint iets ten zuidwesten van het stadje) en de Bundesstraße 189 (west<->oost) samen. Er loopt voor het doorgaande verkeer een ringweg ruim westelijk om het centrum heen. De Autobahn A 24 kruist op afrit 18 de B103, zeven kilometer ten noorden van Pritzwalk.
Station Pritzwalk, geopend in 1885, ligt minder dan een kilometer ten zuidoosten van het centrum. Het was tot circa 1990 een knooppunt van verscheidene lokaalspoorlijntjes. Daarvan waren er in 2023 nog twee in bedrijf. De treinen rijden op deze trajecten meestal slechts slechts één keer per twee uur. Dit betreft spoorlijnen tussen:
- Wittenberge- Pritzwalk -Station Wittstock (Dosse) v.v. (west-oost-verbinding)
- Meyenburg- Pritzwalk- Kyritz- Neustadt (Dosse) v.v. (noord-zuid-verbinding). Aan dit lijntje hebben het industrieterrein van Falkenhagen, en het stadsbos Hainholz, respectievelijk ruim 8 en 3½ km ten noorden van Pritzwalk, spoorweghaltes, evenals Sarnow, 5½ km ten zuidoosten van Pritzwalk.
- In het verleden, vanaf 1896, bestond ook een spoorlijntje tussen Pritzwalk en Putlitz. Bij dit spoorlijntje staat het gymnasium van Pritzwalk. Ten gerieve van het vervoer van leerlingen van deze school had men hier in 2007 op 1,3 km van het centraal station van Pritzwalk nog een spoorweghalte Pritzwalk-West aangelegd. De lijn naar Putlitz was op de rest van het traject al gesloten[2]. Treinen naar Meyenburg v.v. reden bij het aan- en uitgaan van de school een stukje van 1,3 km extra.[3]

Ten zuiden van Buchholz, gem. Pritzwalk, en 4 km ten zuiden van de stad zelf, staat sinds 1996 een, 163 meter hoge, zendmast (Sender Pritzwalk) voor telecommunicatie, met name radioverkeer.
Op 3 km ten noorden van het stadje ligt de Flugplatz Pritzwalk-Sommersberg (ICAO-code: EDBU), ten gerieve van de zweefvliegsport en ULM's. Het veldje beschikt over een 830 meter lange en 30 meter brede graspiste.

## Delen van Pritzwalk
Volgens artikel 12, lid 1, van de Hauptsatzung (hoofdgemeenteverordening) van de gemeente Stadt Pritzwalk, bestaat deze uit de gelijknamige stad en de volgende 12 Ortsteile:
- Alt Krüssow
- Beveringen (met Streckenthin)
- Buchholz (met Sarnow)

- Falkenhagen
- Giesensdorf; zonder Ortsteil-raad
- Kemnitz (met Bölzke)

- Mesendorf
- Sadenbeck (met Kuckuck)
- Schönhagen

- Seefeld
- Steffenshagen
- Wilmersdorf (met Könkendorf en Neu Krüssow)

### Bijzonderheden per Ortsteil
Bevolkingscijfers (tussen haakjes vermeld) ontleend aan de gemeentelijke website, zie ; cijfers per 31 december 2023; inclusief tweede-woningbezitters; gemeentetotaal: 12.481 personen, van wie 53 niet aan een bepaald Ortsteil gekoppeld.
- Pritzwalk-stad (9.151)
- Alt Krüssow, 5 km O[5]; een voormalig Rundlingsdorp met een 15e-/16e-eeuwse kerk; dit is een belangrijk bedevaartoord geweest; Sinte Anna, de moeder van de maagd Maria, werd hier tot aan de Reformatie bijzonder vereerd; 101 inwoners.
- Beveringen, 2½ km ONO (364)
- Buchholz (Pritzwalk), 3 km Z (383, incl. Sarnow, dat 3 km ten O van Buchholz ligt en circa 100 inwoners heeft)
- Falkenhagen, 8 km N, op de grens met de gemeente Mayenburg; met spoorweghalte ten noorden van het dorp (340)
- Giesensdorf, 3 km ZW, met woonvorm en christelijke instelling voor verstandelijk gehandicapten CJD (333)
- Kemnitz, 3 km O; aan de B 189; Bölzke ligt 2 km ten zuidoosten van Kemnitz; 260 inwoners, incl. Bölzke.
- Mesendorf, 6½ km ZW, aan de B 107 (127)
- Sadenbeck, 9 km NO (469, incl. Kuckuck, ruim 50 personen)
- Schönhagen, 4 km NW (240)
- Seefeld, 6 km Z; het enige dorp zonder kerk; eind 16e eeuw ontstaan rondom een adellijk landgoed (201)
- Steffenshagen, 8 km NW, slechts 2 km ten Z van het naburige Triglitz (213)
- Wilmersdorf, 9½ km O (246)

## Economie
Pritzwalk heeft een verleden als industriestadje. De gemeente beschikt over een bedrijventerrein aan de B 103 (niet ver ten zuiden van afrit 18 van de A 24) bij Falkenhagen, waar het Amerikaanse papierconcern Glatfelter een productielocatie heeft. Ook rondom het stadje zelf liggen bedrijventerreinen, vooral aan de zuidkant, waar veel lokaal midden- en kleinbedrijf is gevestigd, en aan de oost-noordoostkant, waar de tandwielenfabriek nog bestaat.
De (in betekenis afnemende) landbouw (te Schönhagen staat sinds de DDR-periode een grote rundveefokkerij) en het (in betekenis toenemende) toerisme zijn voor de gemeentelijke economie evenmin onbelangrijk.

## Geschiedenis

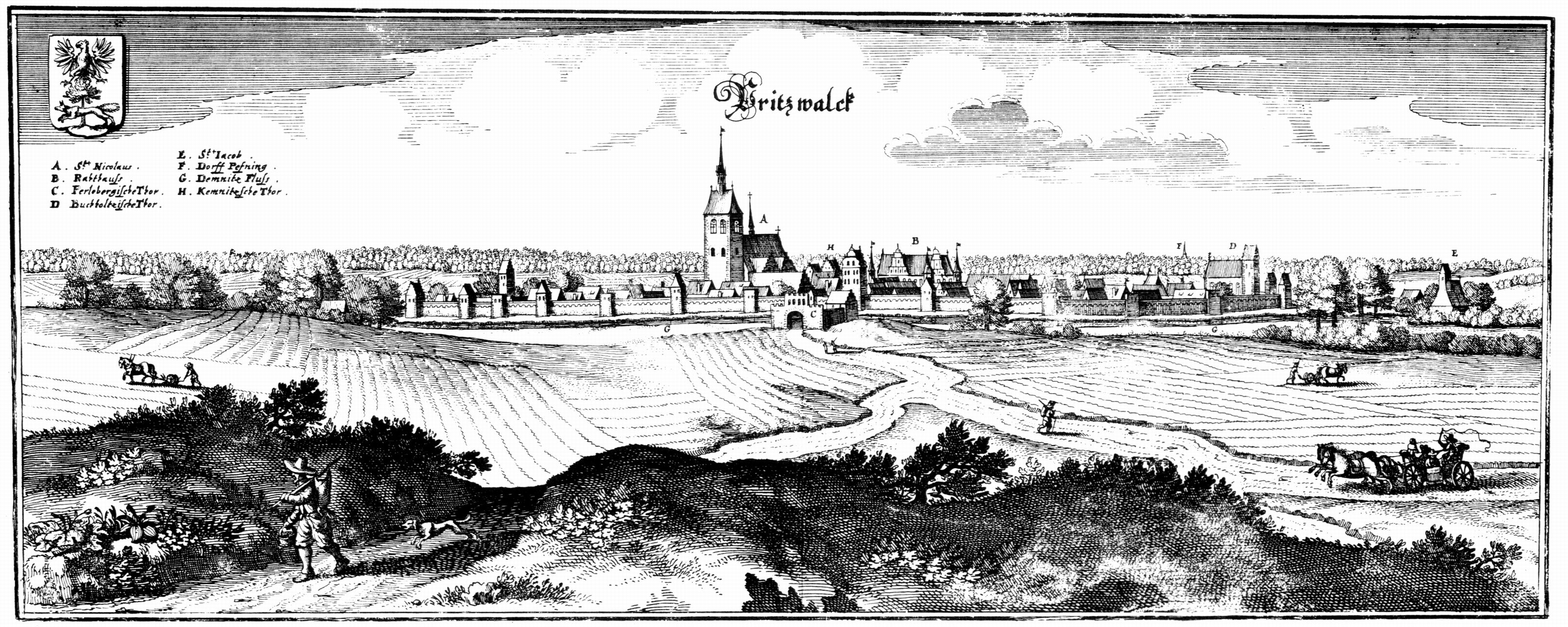
Merian-prent van Pritzwalk, omstreeks 1650
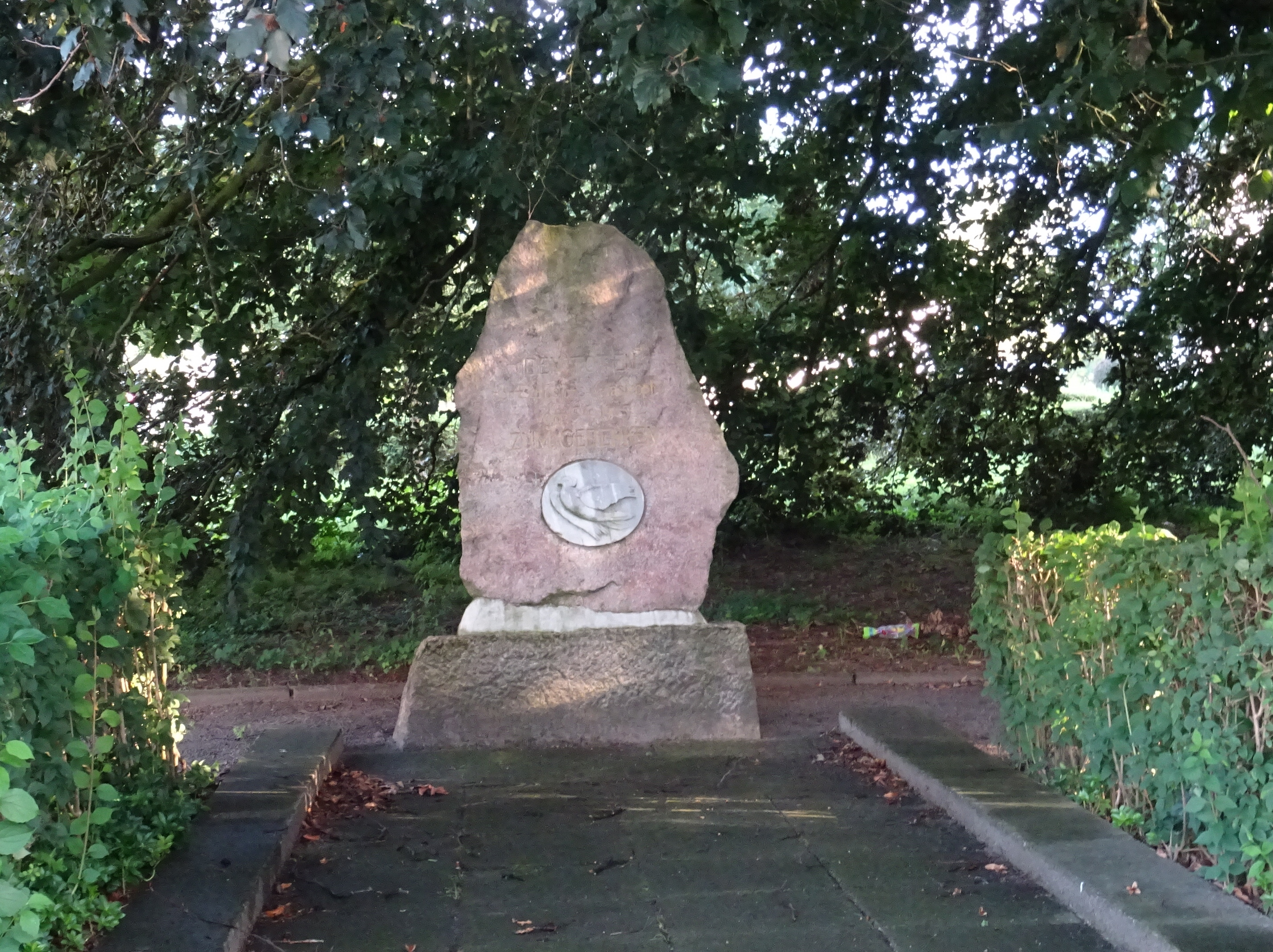
Gedenksteen bij station Pritzwalk bomexplosie 15 april 1945

Pritzwalk ontstond als een Slavische nederzetting op een kruispunt van twee handelswegen. De naam van de stad bevat, evenals die van Pasewalk, het woordelement -walk. In de meeste Slavische talen lijkt het woord voor wolf hier sterk op. Deze interpretatie van de oorsprong van de  plaatsnaam was voor de ontwerpers van het stadswapen reden, om daarin ook een wolf af te beelden. Pritzwalk verkreeg stadsrechten in 1256 uit handen van Ascanische heren, waarschijnlijk Johan I van Brandenburg en diens broer en mede-regent Otto III van Brandenburg. De stad was sinds 1359 bij de Hanze en verwierf in 1364 een tolprivilege.
Als gevolg van de Reformatie in de 16e eeuw ging de bevolking van de gemeente massaal over tot het evangelisch-lutherse protestantisme. Tot op de huidige dag zijn verreweg de meeste christenen in Pritzwalk e.o. deze gezindte toegedaan. Dat geldt, tenzij anders aangegeven, ook voor de in dit artikel vermelde kerkgebouwen.
In 1642 en in november 1821 werd Pritzwalk door stadsbranden nagenoeg geheel verwoest. De Dertigjarige Oorlog, die ook met pestepidemieën, plunderingen, moordpartijen en brandstichtingen gepaard ging, teisterde het stadje zo zwaar, dat het aan het eind van die oorlog, in 1648, nog maar enkele honderden, overwegend zeer arme, inwoners telde. De gunstige ligging leidde zowel na 1648 als na de ramp van 1821 tot spoedige wederopbouw. In 1686 werd een kazerne in de stad gebouwd.
Op 15 april 1945, aan het eind van de Tweede Wereldoorlog, werd het stadje zwaar beschadigd door een geallieerde luchtaanval op het station. Een daar op een rangeerspoor staande, door een vliegtuigbom getroffen munitietrein, die  V2-raketten vervoerde, explodeerde. Tussen ruim honderd en ruim tweehonderd mensen kwamen erbij om het leven. De website van de gemeente vermeldt, dat het ten tijde van de ramp zondagmiddag was, en veel mensen in de bioscoop bij het station naar een film keken. Een van de bommen op de munitietrein vloog een stukje door de lucht en ontplofte in de bioscoop; daar vielen de meeste slachtoffers.
Van de 18e eeuw tot omstreeks 1993 kende Pritzwalk belangrijke textielindustrie. Een zeer grote fabriek, die van 1858 tot aan de Wende van 1990 bestond, was die van de gebroeders Draeger, op een eilandje in de Dömnitz, bij de stadspoort richting Meyenburg. In 1862 opende daar dichtbij een grote brouwerij van lagerbier.
Van 1949 tot 1990 lag Pritzwalk in de DDR. Kort na 1950 werd de stad door de Oost-Duitse overheid fors opgeknapt. In 1969 werd er een fabriek van tandwielen opgericht. Deze heeft, zij het in sterk afgeslankte vorm, de economische herstructurering van na de Duitse hereniging in 1990 doorstaan. In de zomer van 1993 leed de stad grote materiële schade door overstromingen.

## Bezienswaardigheden, toerisme
- Na de stadsbrand van 1821 zijn weinig oude, historische gebouwen te Pritzwalk bewaard gebleven. De historisch meest interessante gebouwen zijn oude dorpskerken in de tot de gemeente behorende dorpen en als industrieel erfgoed te karakteriseren voormalige fabriekspanden in de stad zelf. Zie ook onderstaande afbeeldingen. Vermelding verdienen met name:
  - De ten dele nog middeleeuwse, gotische, maar na vele verbouwingen en renovaties grotendeels neogotische Sint-Nicolaaskerk, midden in de stad Pritzwalk, bezit een laatgotisch altaarstuk dat van omstreeks 1520 dateert, en in de Sint-Annakerk van Alt-Krüssow heeft gestaan. De kerktoren dateert uit 1882.
  - de kort na 1400 gebouwde dorpskerk te Buchholz
  - de omstreeks 1500 gebouwde Sint-Annakerk, een voormalige bedevaartkerk te Alt Krüssow, met kerktoren uit 1878
- Ten noorden en noordoosten van het stadje Pritzwalk strekt zich het ruim 200 hectare grote stadsbos Hainholz uit, met o.a. een openluchtzwembad en een eigen spoorweghalte. Tot en met de 18e eeuw was dit puur een productiebos voor o.a. eikenhout. In de 19e eeuw werden er t.b.v. de schietsport en later, in het begin van de 20e eeuw, de zwemsport faciliteiten gerealiseerd. Het gebied kwam in gebruik voor sport en recreatie van de bevolking van Pritzwalk. Anno 2020 is het bos ten dele natuurreservaat, ten dele recreatiegebied en ten dele, door de plaag van de letterzetter bedreigd, productiebos. In het bos bevindt zich een hotel en een kinderboerderij (Streichelhof, letterlijk: aai-hoeve).
- Aan de noordoostkant van het centrum, aan het riviertje de Dömnitz, staat het stadshistorisch en industriemuseum Museumsfabrik. Het is gevestigd in een voormalige linnenweverij. Het museum besteedt veel aandacht aan het industrieel verleden van Pritzwalk; bezoekers kunnen o.a. zelf met druktechnieken experimenteren in de vroeg-20e-eeuwse historische drukkerij.
- Naast dit complex staat de voormalige bierbrouwerij, die is gerenoveerd tot een centrum van galeries, horecagelegenheden enz.
- Jaarlijks muziekfestival VOOV, omstreeks 20 juli
- Vanuit Mesendorf kan men met de historische stoomtrein Pollo in de zomer en in sommige weekends toeristische ritjes maken. De 9 km lange museumspoorlijn loopt naar Lindenberg, gemeente Groß Pankow.

## Afbeeldingen

### Kerkgebouwen

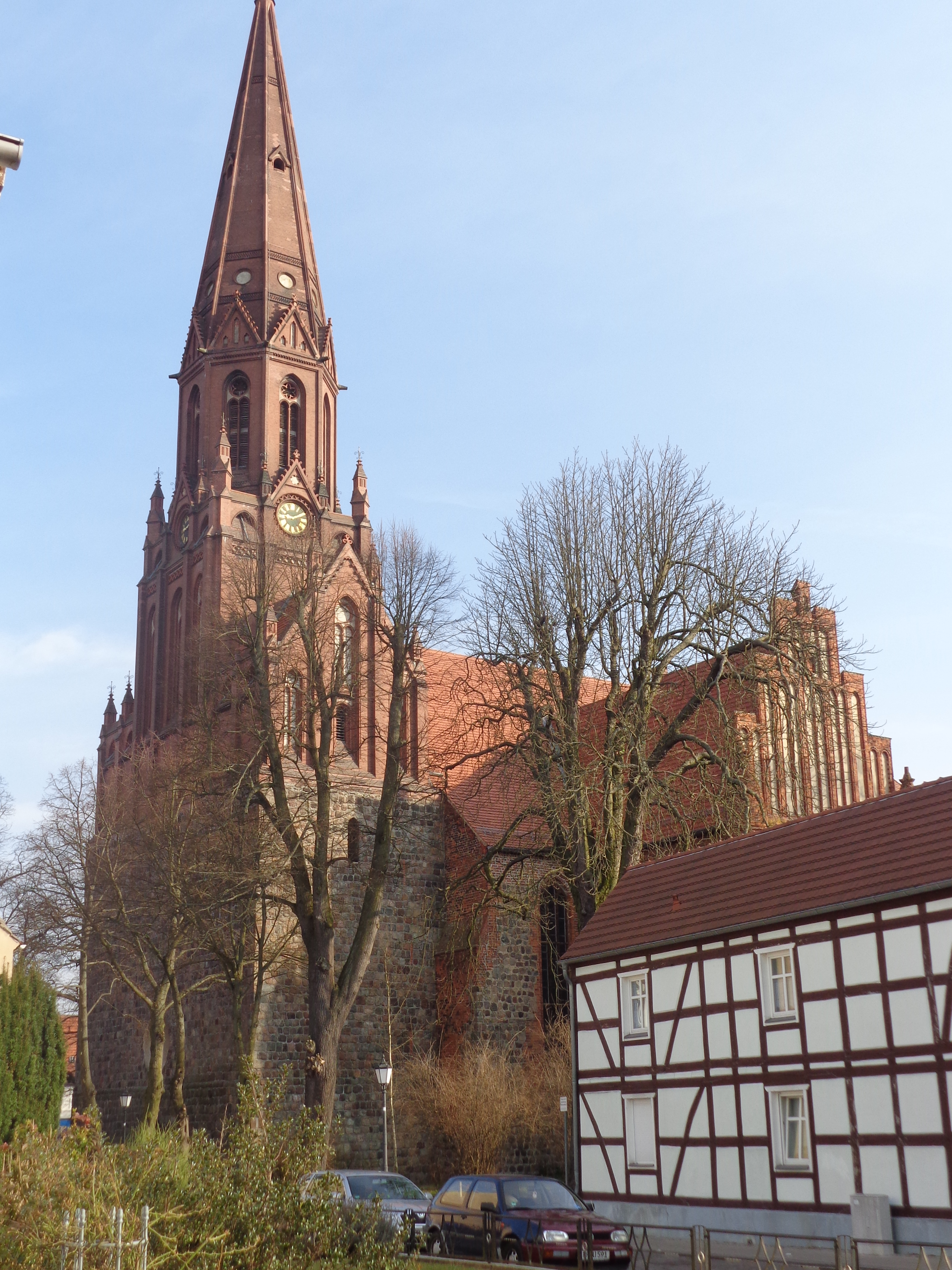
St. Nicolaaskerk, Pritzwalk
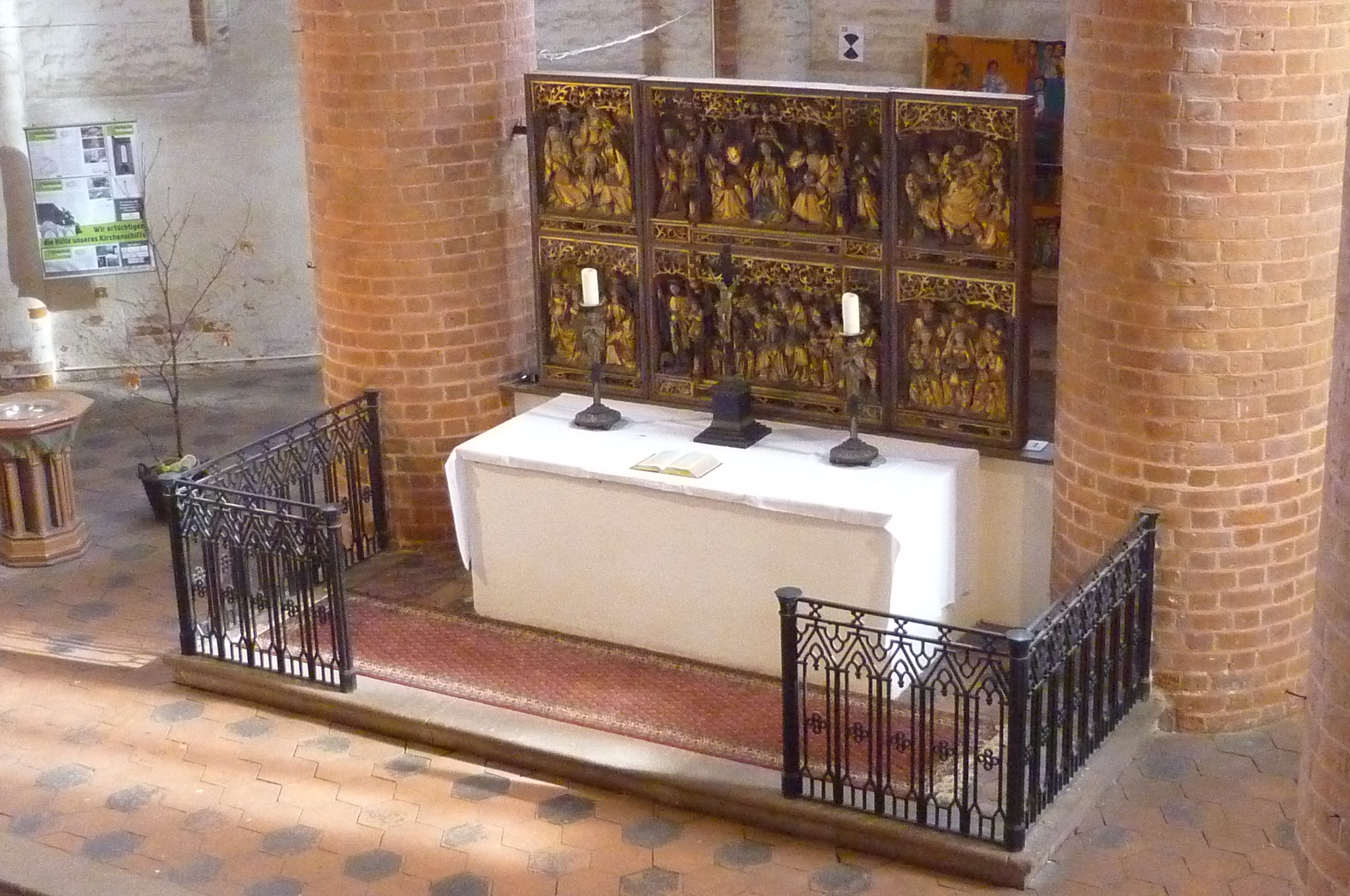
Altaar in dit kerkgebouw
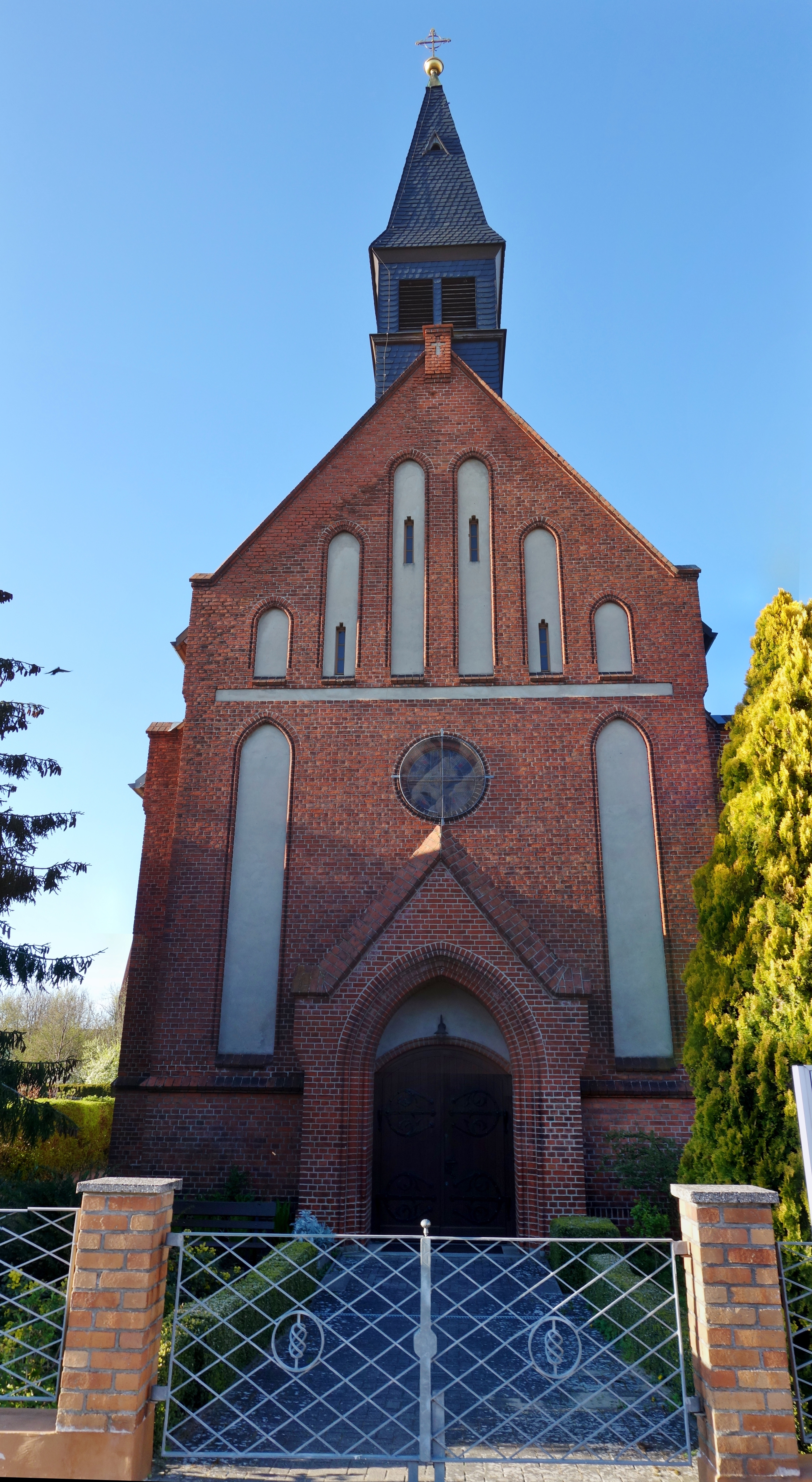
R.K. St. Annakerk, Pritzwalk (1905)
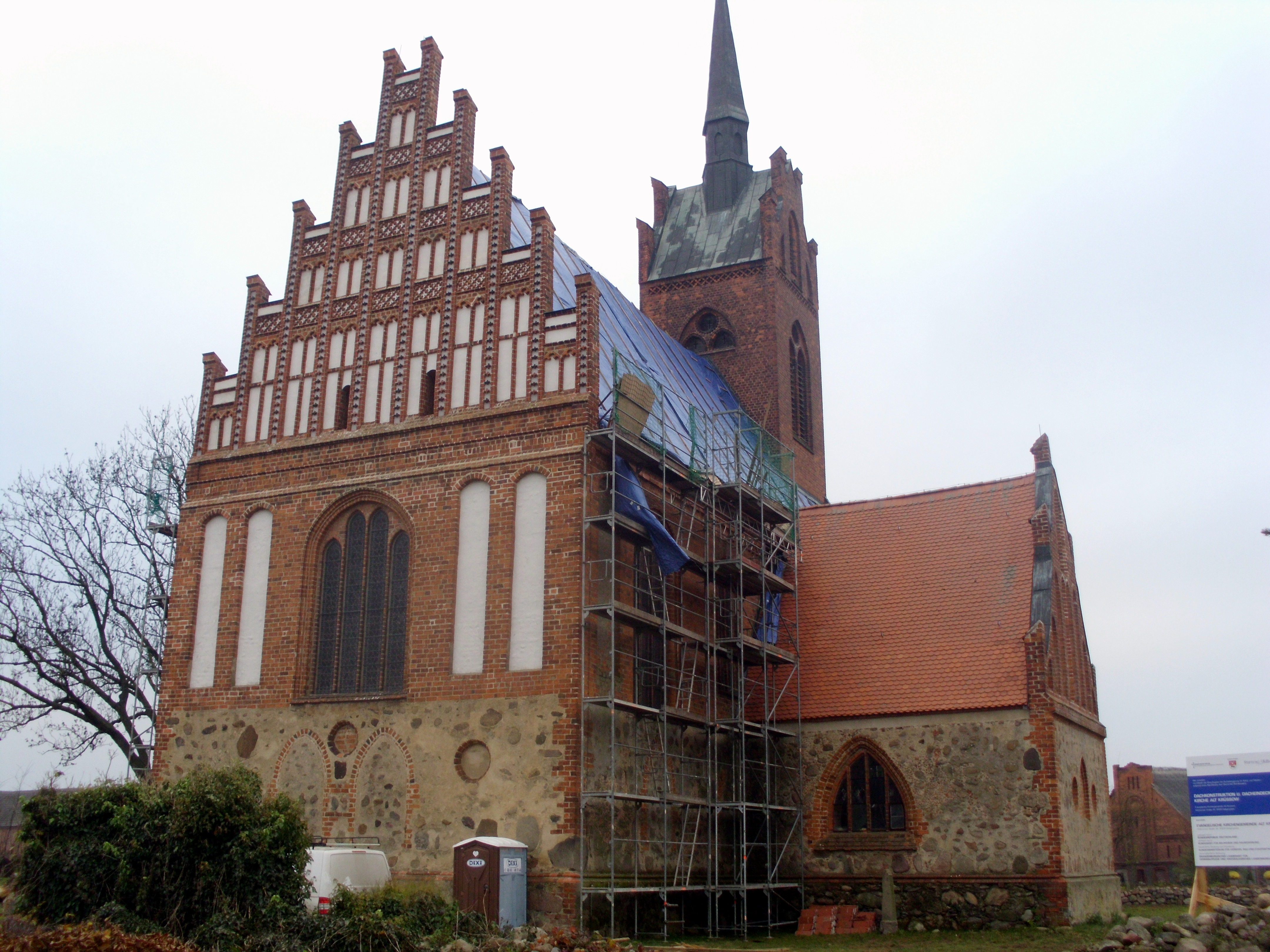
Sint-Anna, voormalige bedevaartkerk te Alt Krüssow
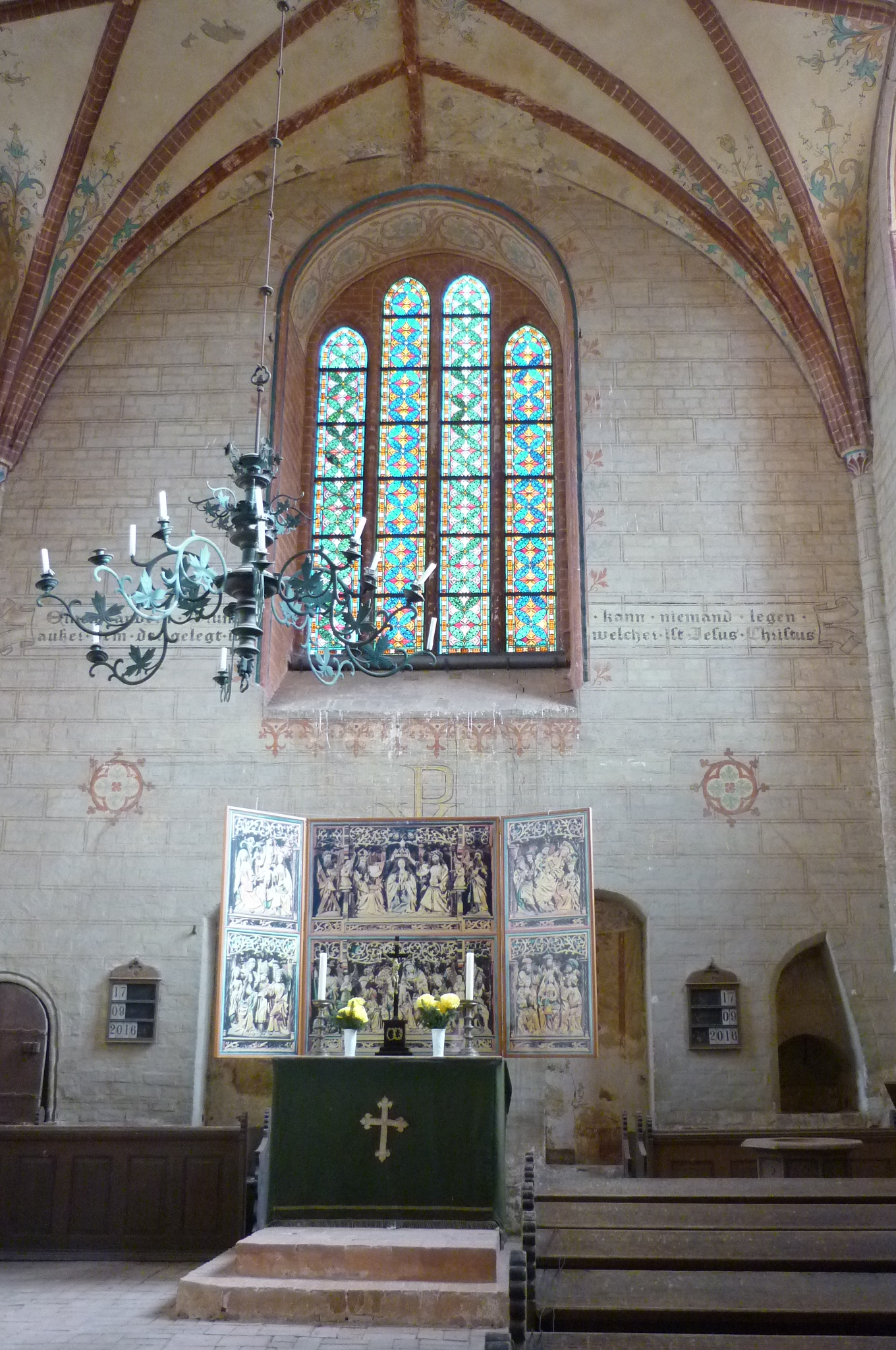
Interieur van dit kerkgebouw
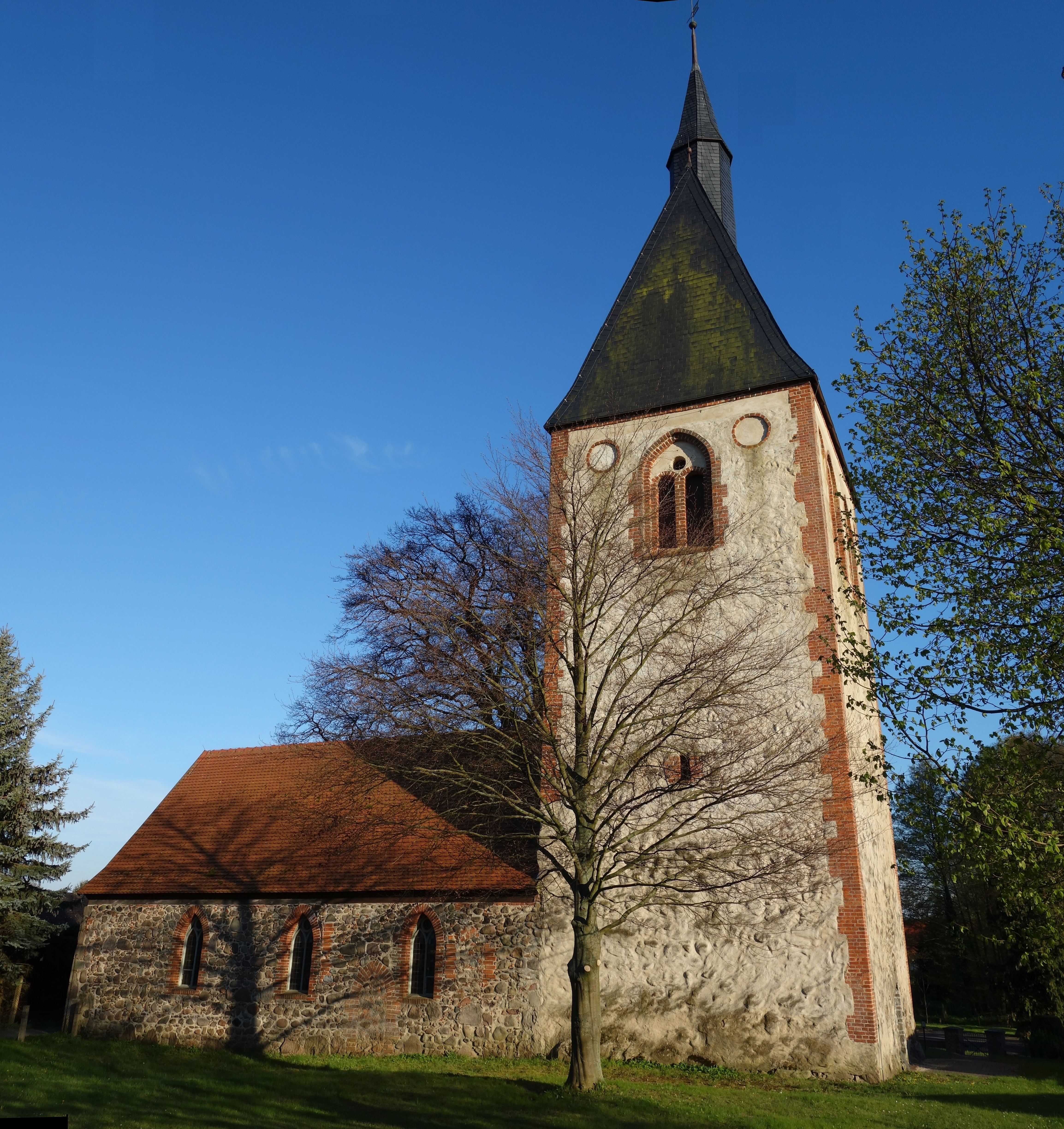
Dorpskerk te Beveringen (eind 15e eeuw)
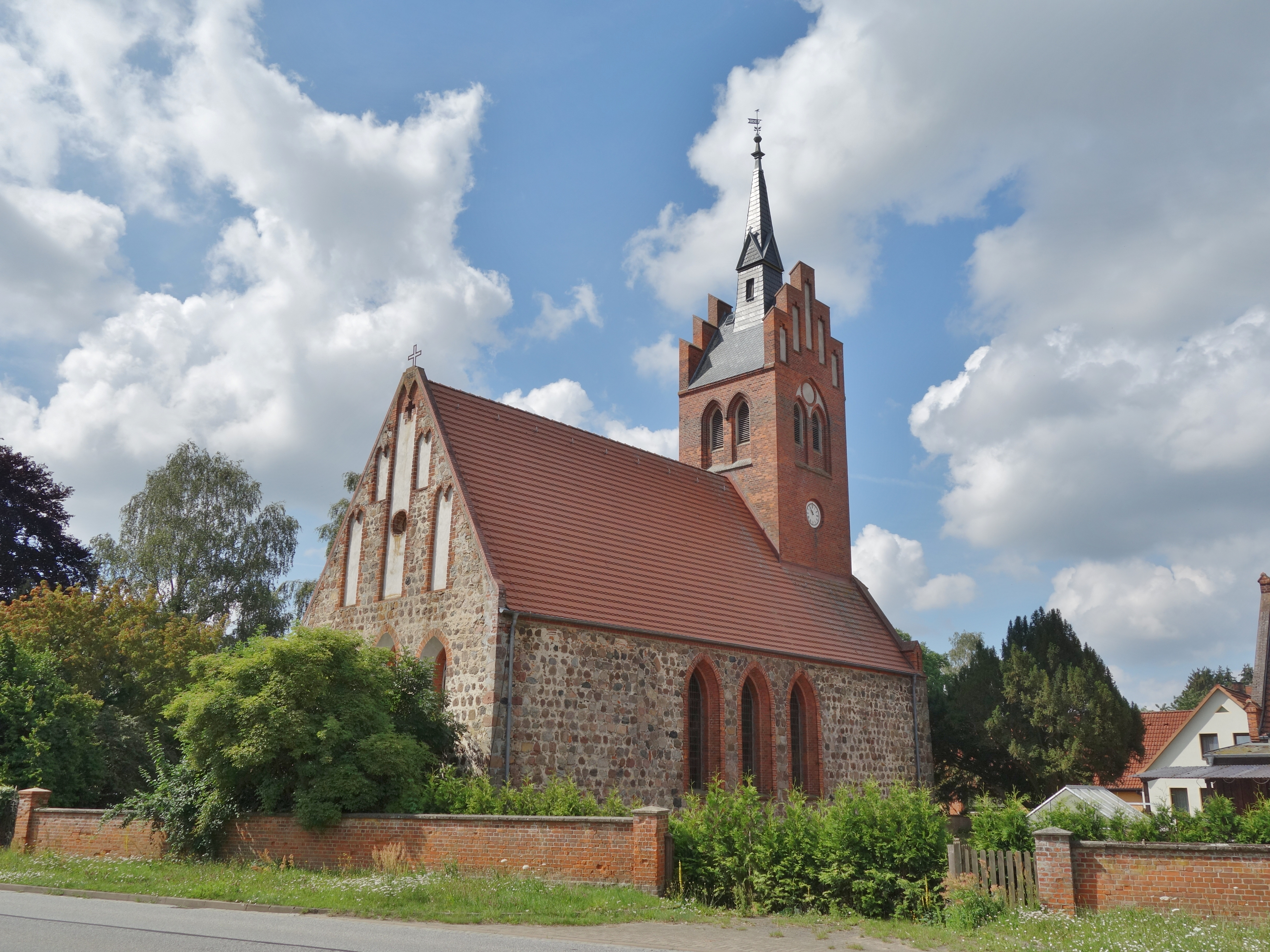
Dorpskerk te Buchholz (begin 14e eeuw)
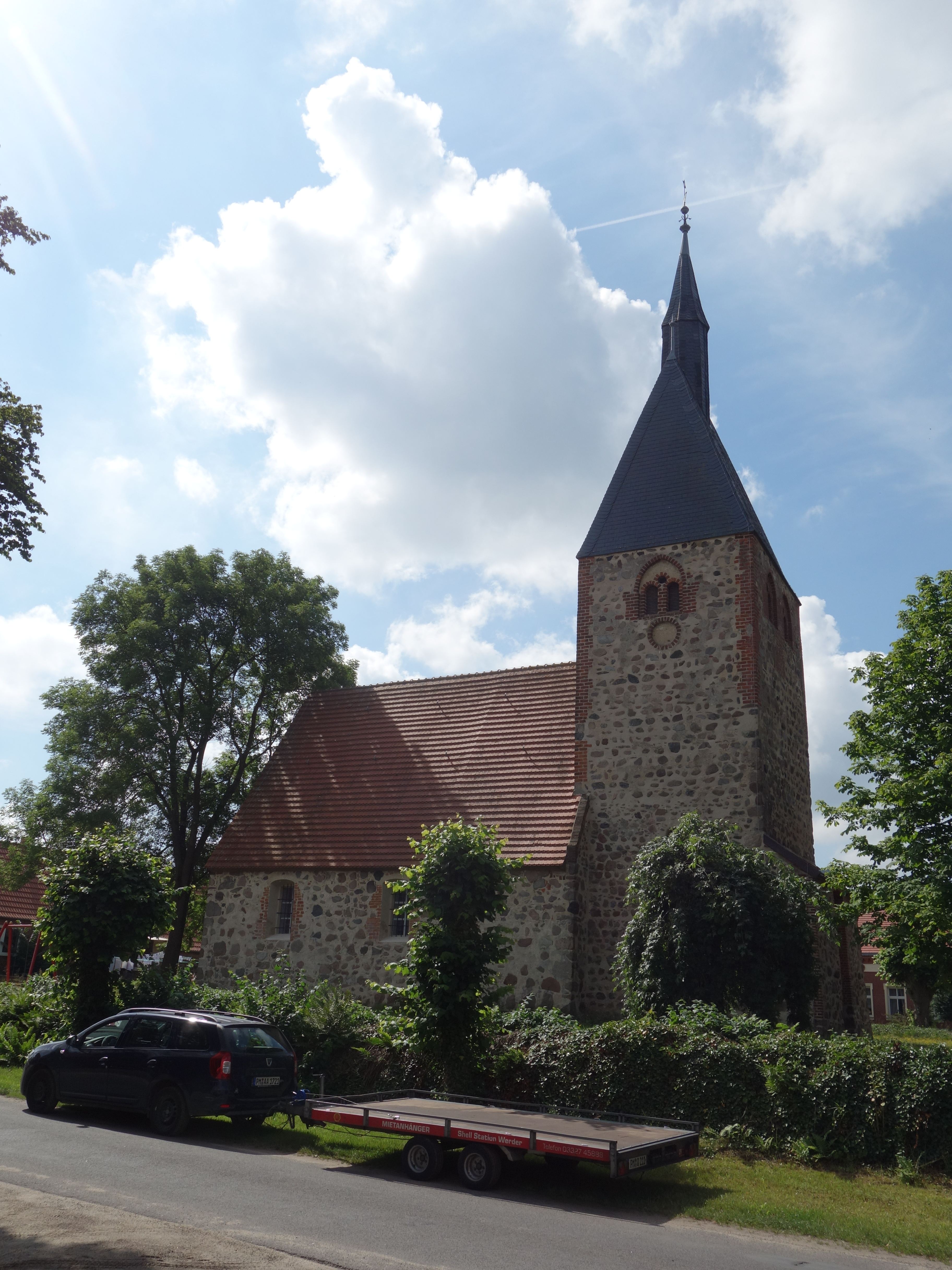
Dorpskerk te Sarnow (begin 16e eeuw)
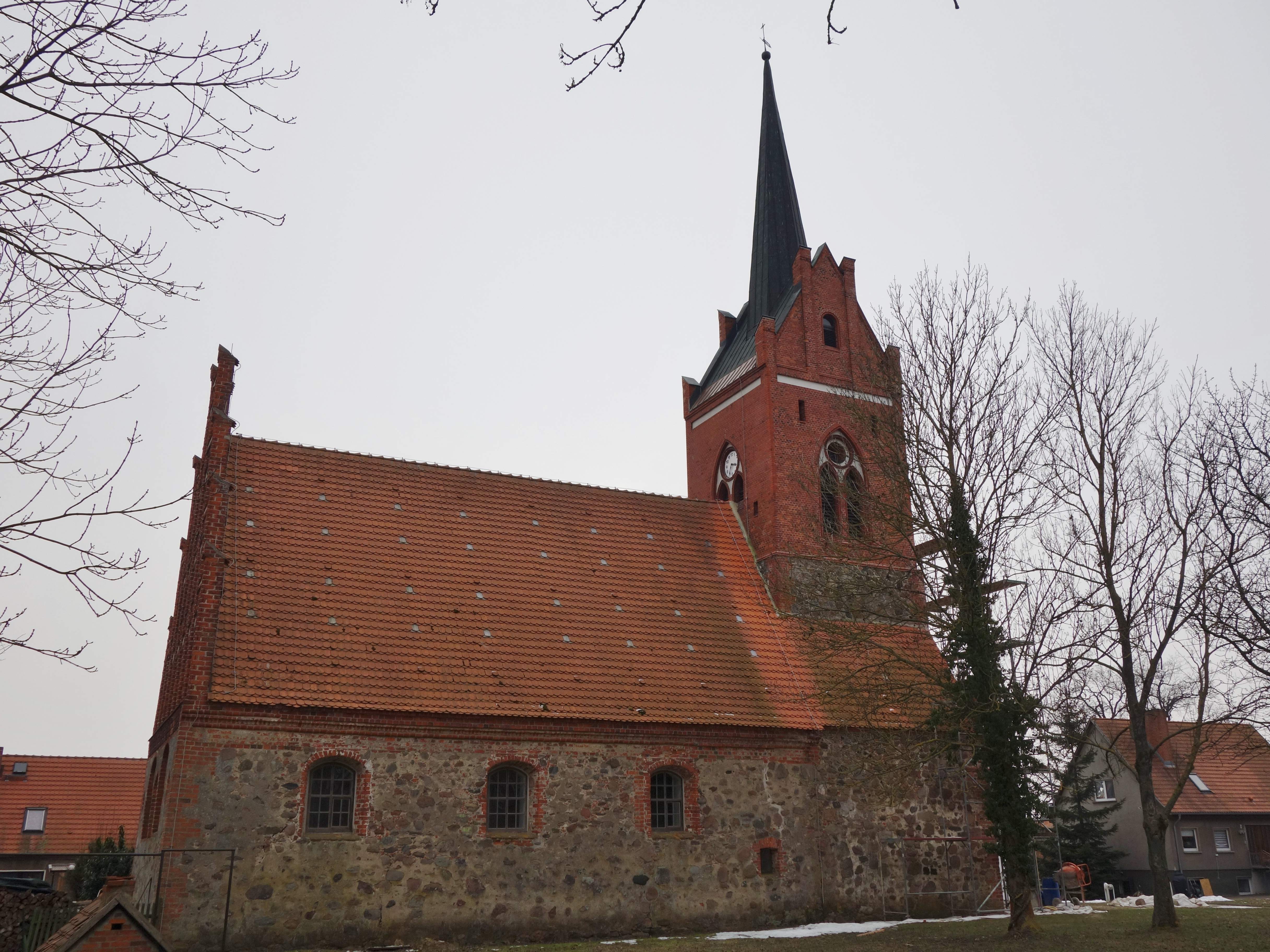
Dorpskerk te Falkenhagen (1523)
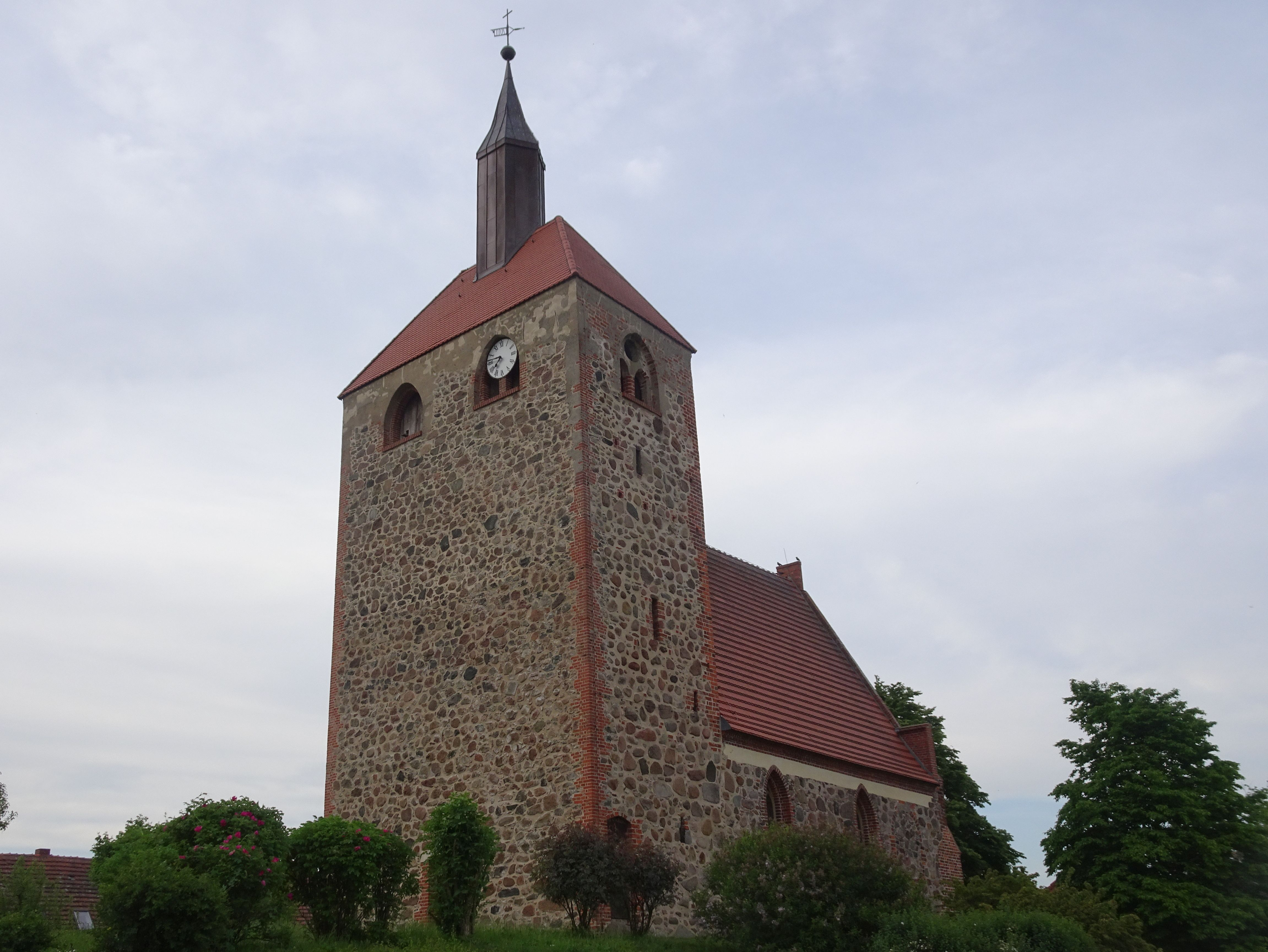
Dorpskerk te Giesensdorf (eind 15e eeuw)
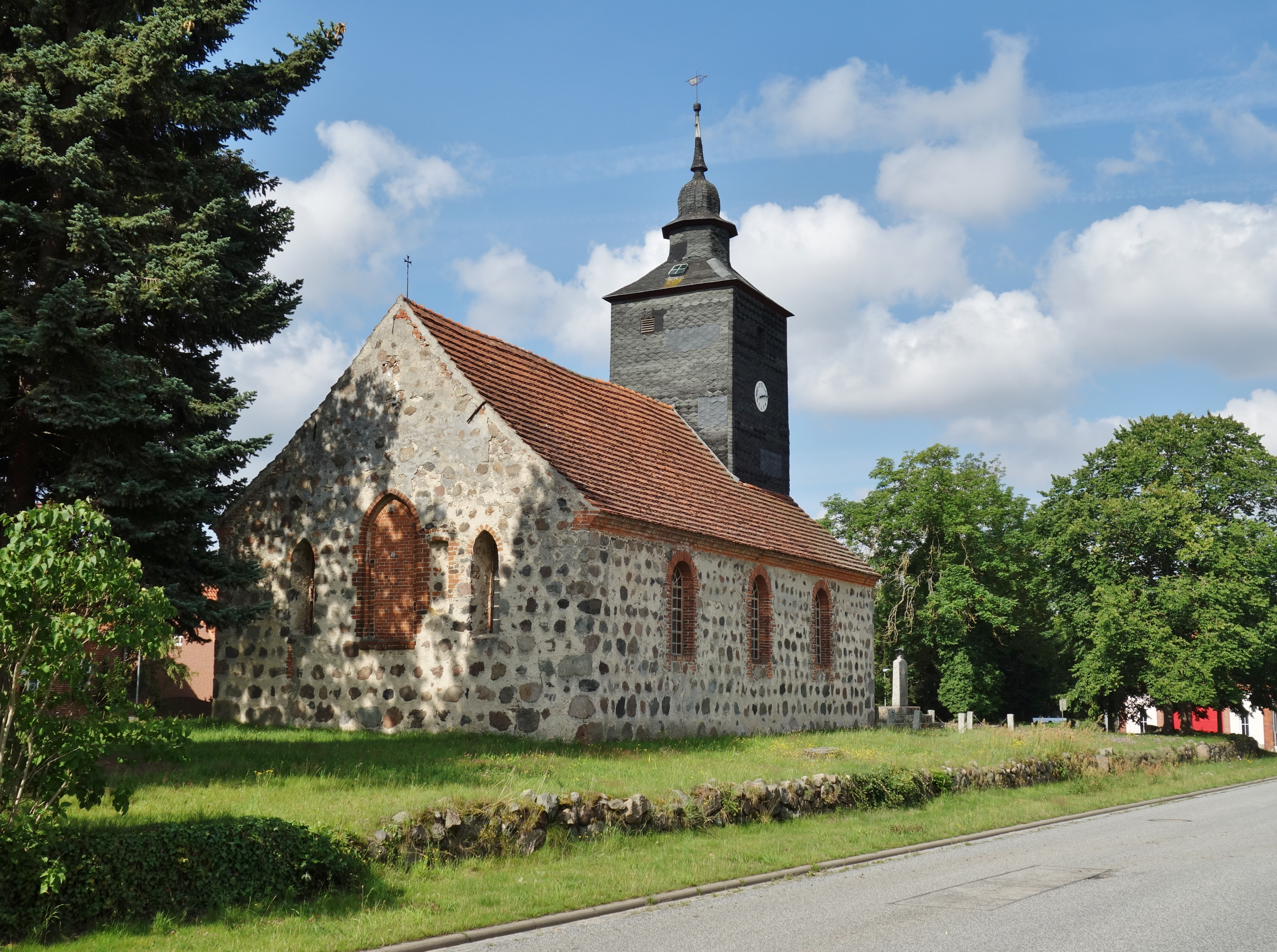
Dorpskerk te Kemnitz (midden 14e eeuw)
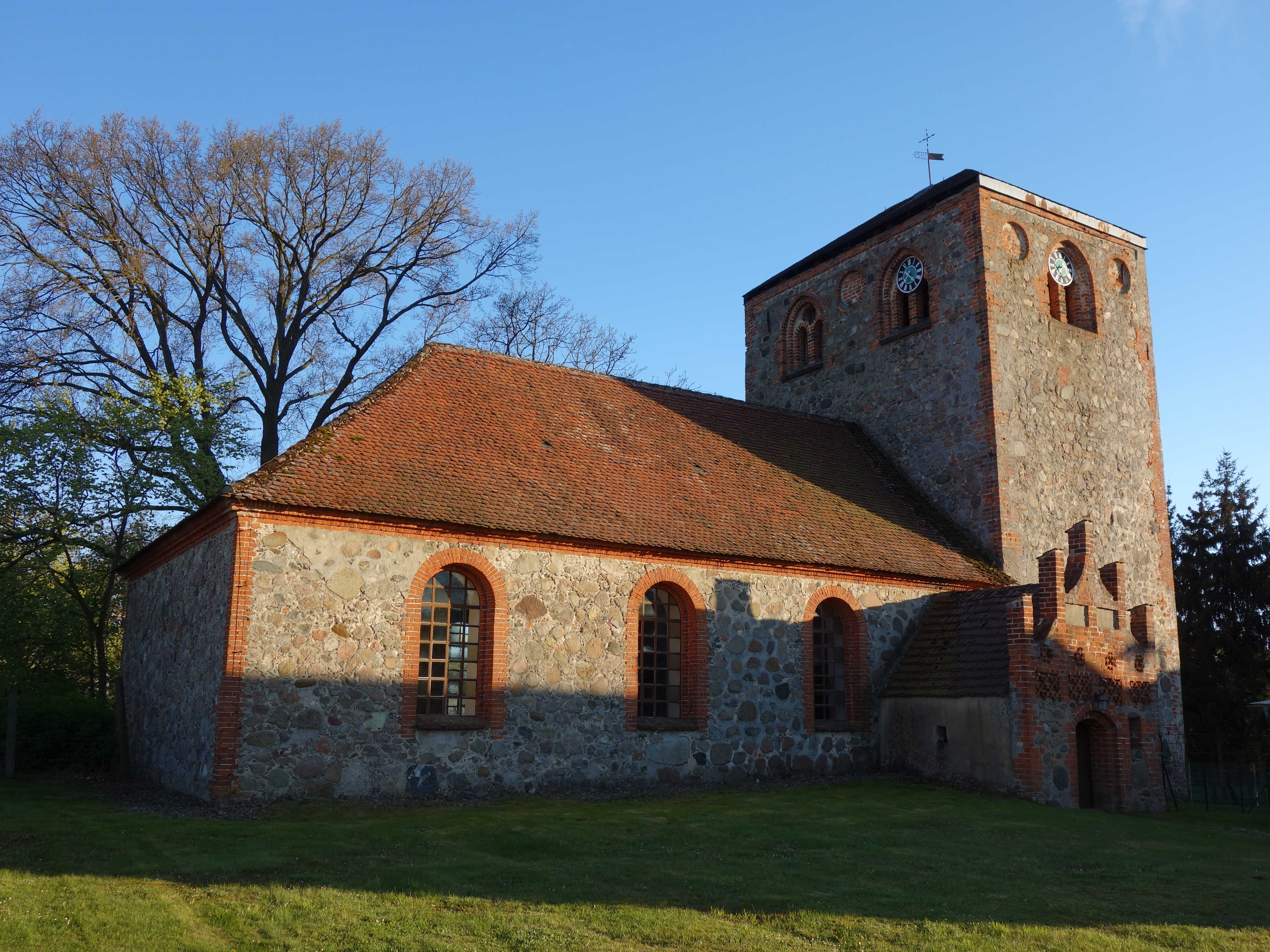
Dorpskerk te Sadenbeck (15e eeuw)
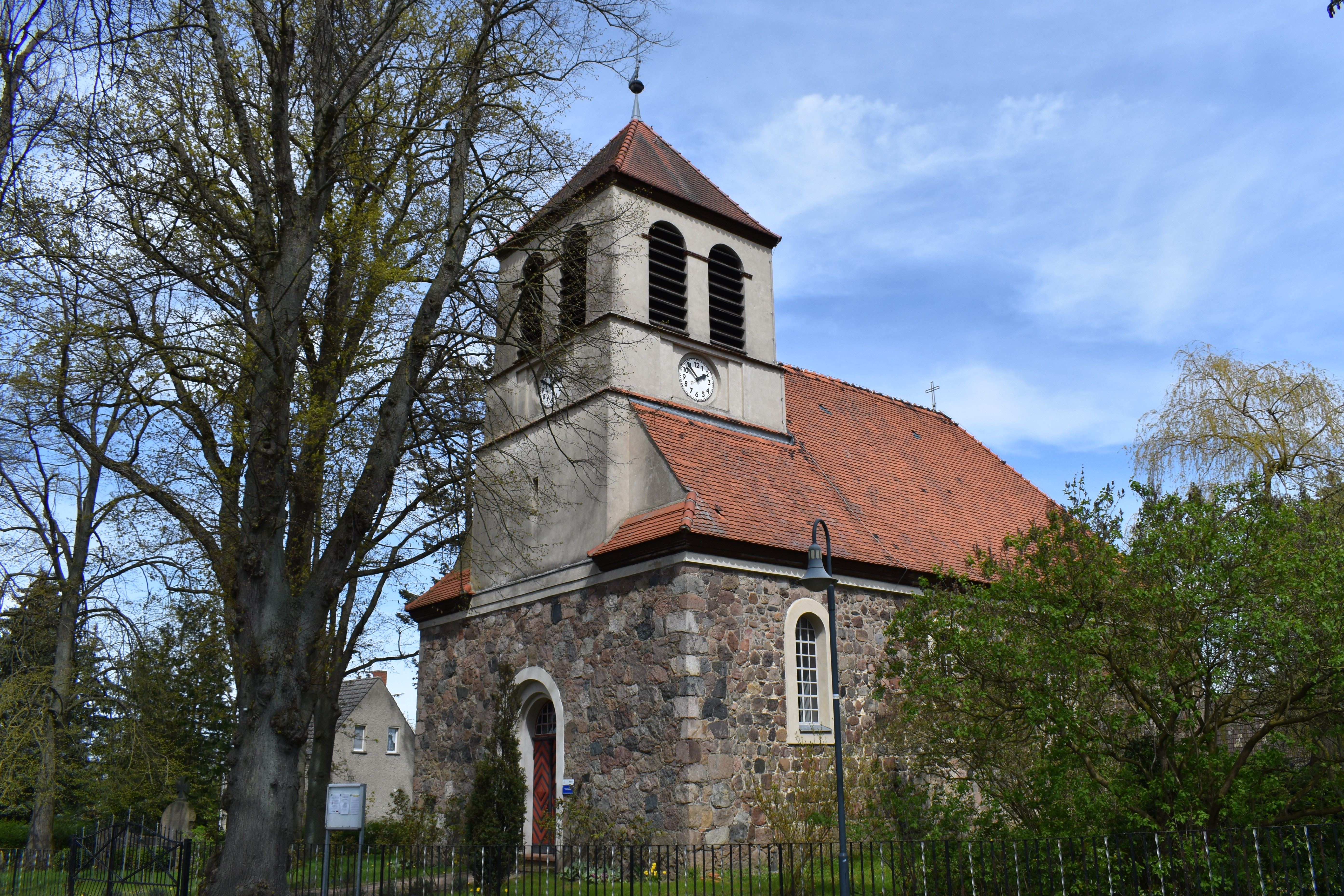
Dorpskerk te Steffenshagen (14e eeuw)
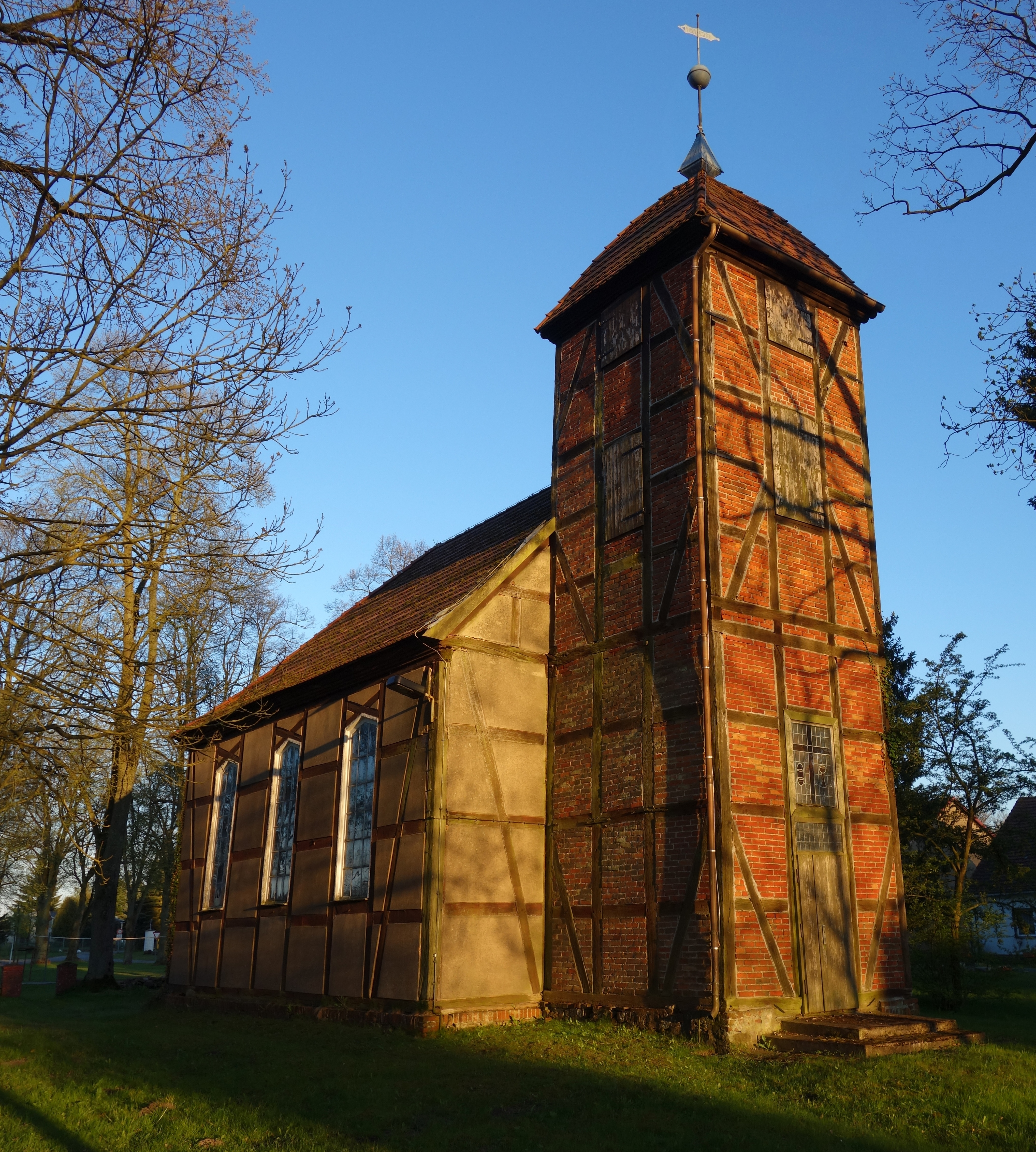
Dorpskerk te Wilmersdorf (Pritzwalk) in vakwerkstijl; bouwjaar 1813

### Overige

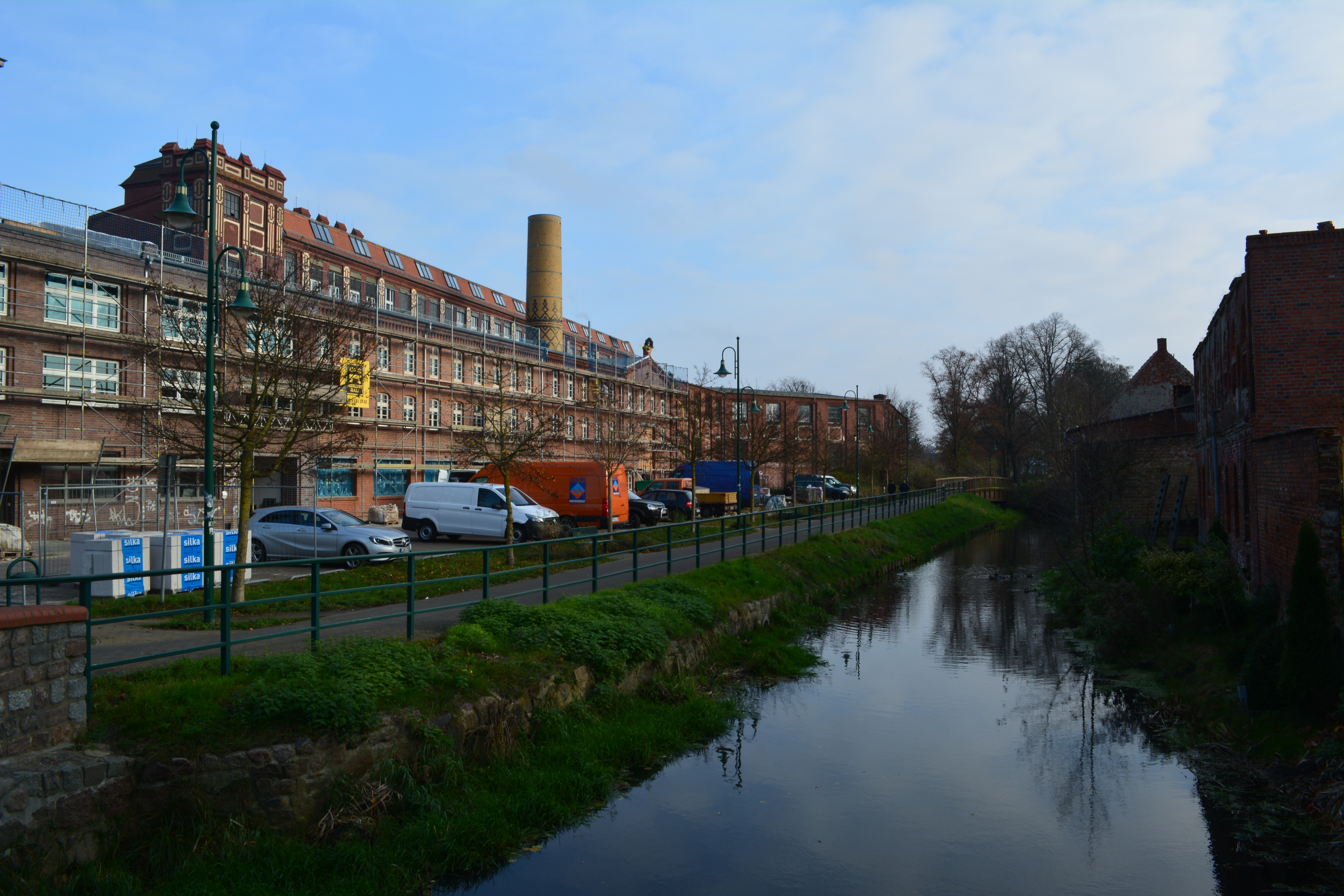
Voormalige textielfabriek Draeger, later fa. Quandt, tegenwoordig Museumsfabrik
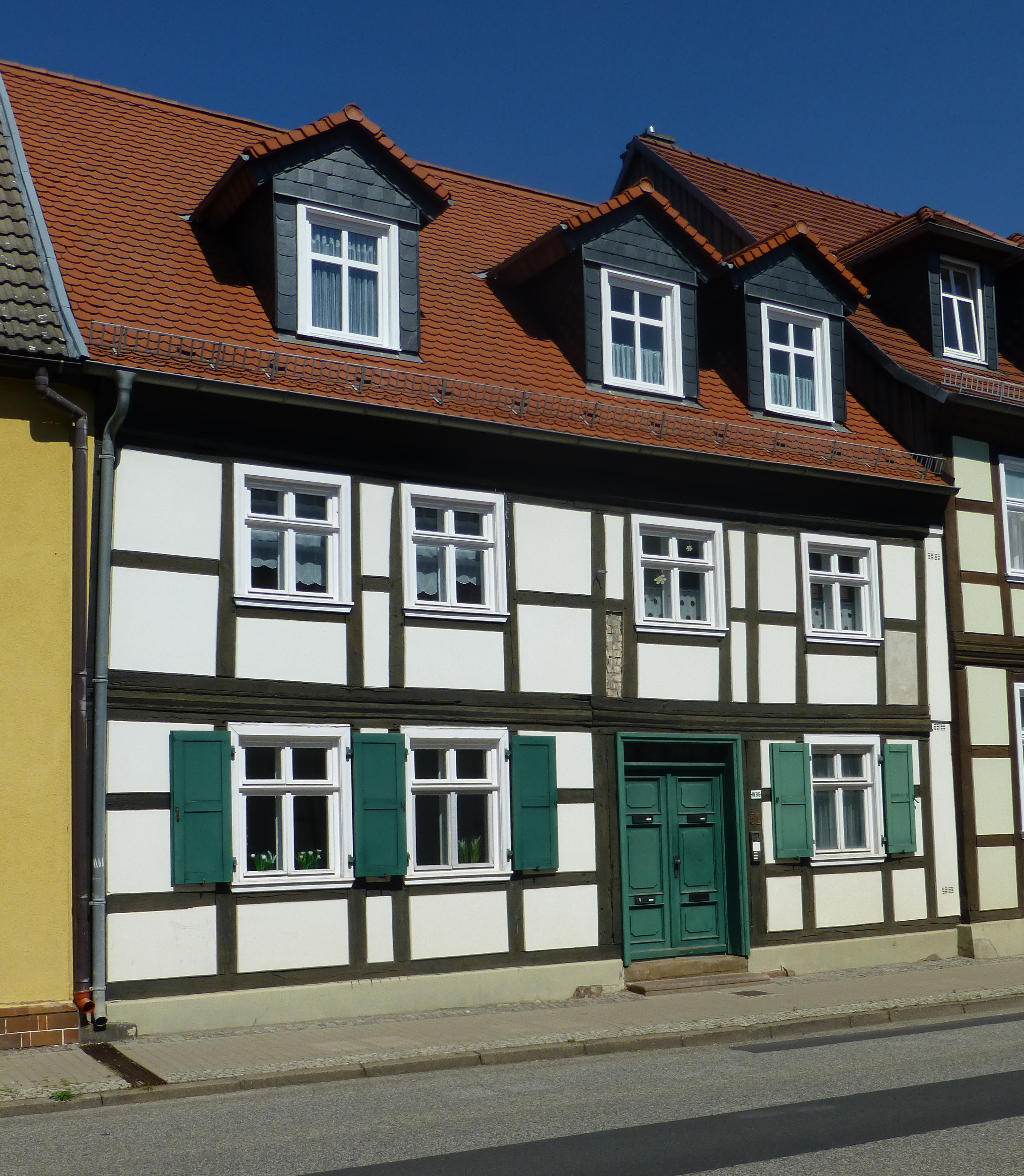
Eén van de 19e-eeuwse vakwerkhuisjes te Pritzwalk
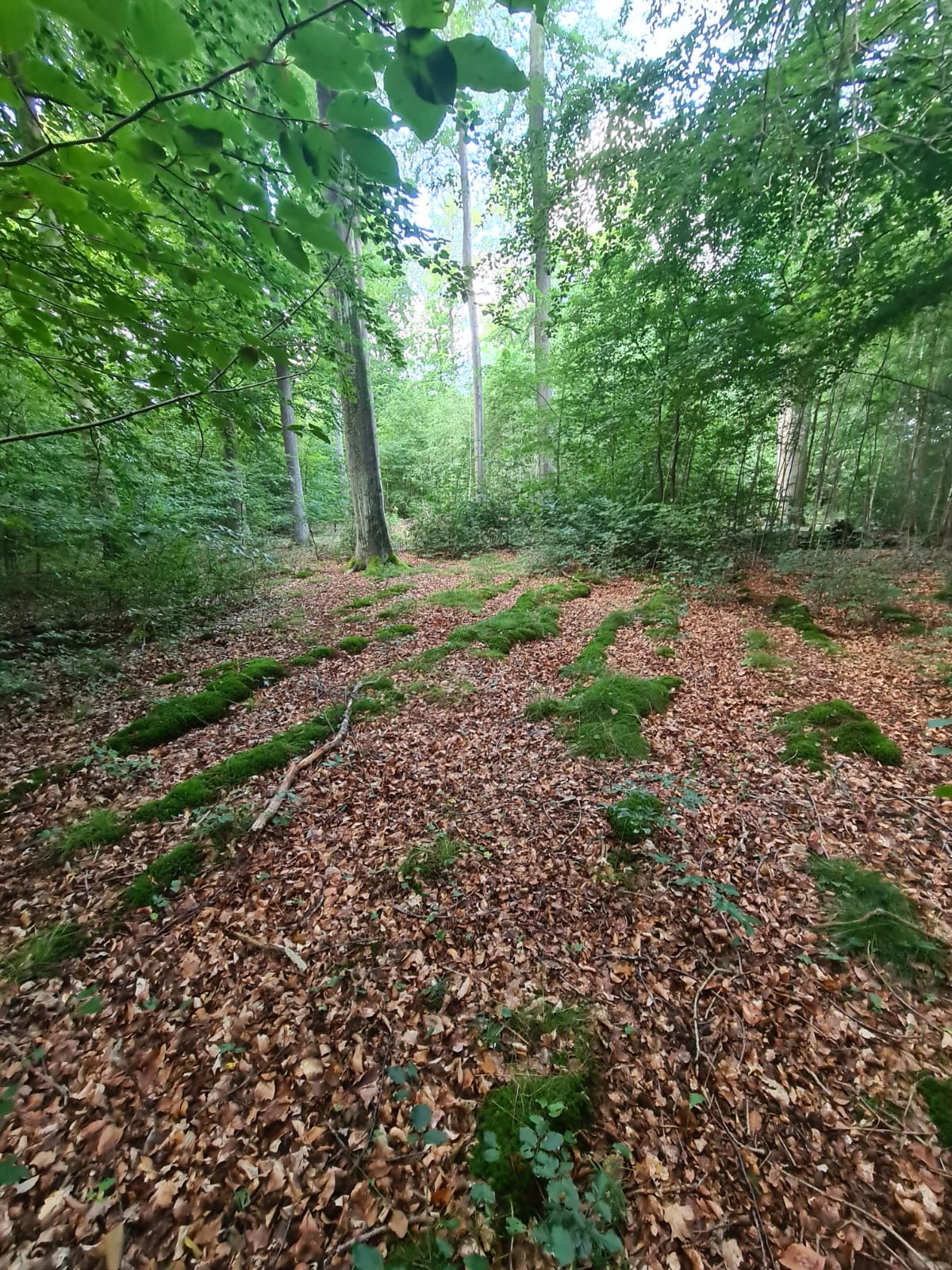
In het Hainholz
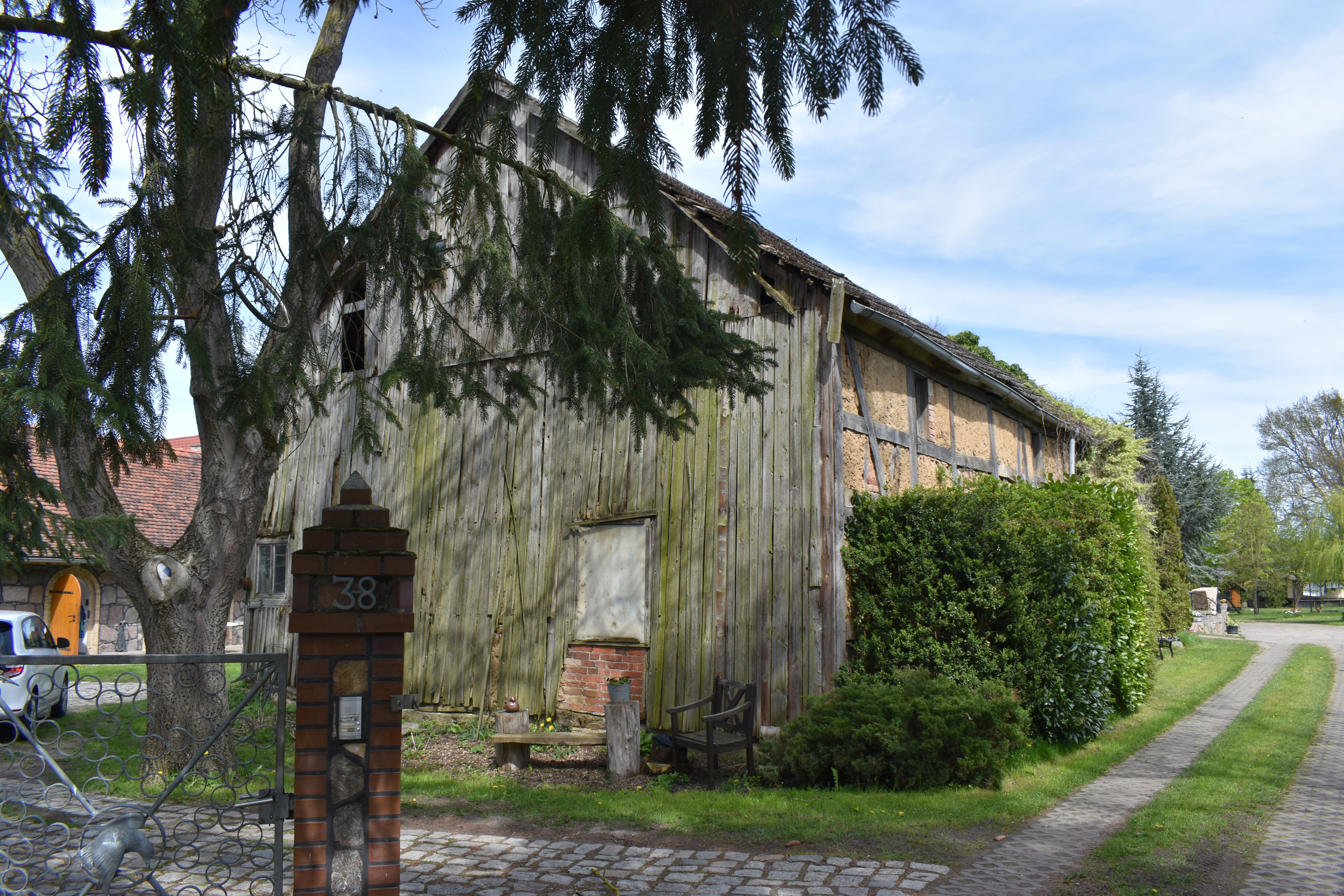
Boerderijtje te Steffenshagen
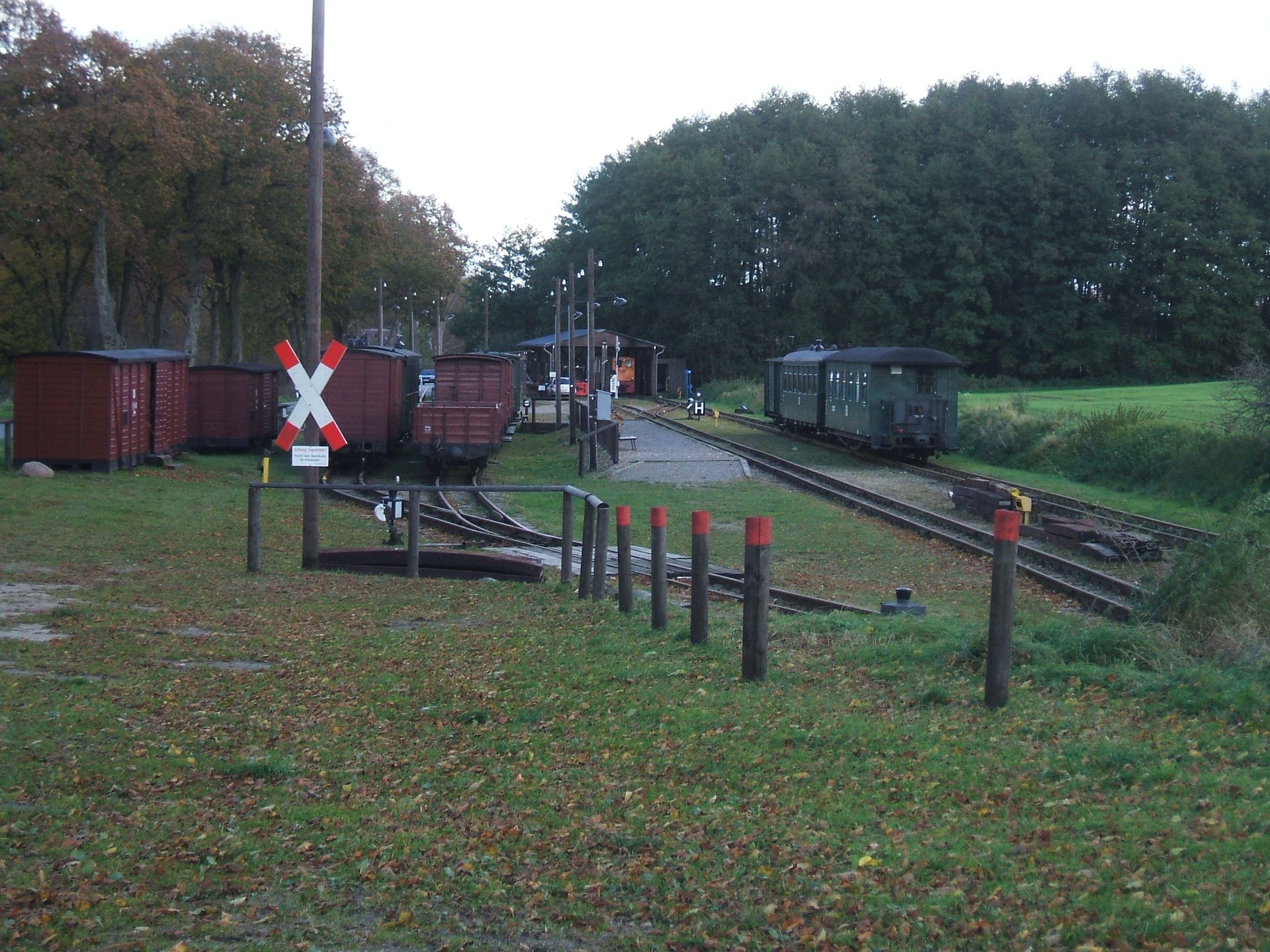
Stationnetje te Mesendorf van de museumspoorlijn naar Lindenberg

## Partnergemeente
Pritzwalk onderhoudt een jumelage met Winsen (Luhe).

## Belangrijke personen in relatie tot de gemeente
- Diverse leden van de familie Quandt, sedert ca. 1700 woonachtig in en om Pritzwalk; velen waren als industrieel, o.a. in de textiel-, auto- en wapenfabricage, actief.
- Heinrich Gätke (* 19 maart of 19 mei 1814 in Pritzwalk; † 1 januari 1897 op Helgoland), landschapsschilder, later schilder van vogels en autodidact ornitholoog; naar hem is te Pritzwalk een straat genoemd.
- Franz John (* 28 september 1872 in Pritzwalk; † 17 november 1952 in Berlijn), in 1900 mede-oprichter en eerste voorzitter van de voetbalclub Bayern München; in 1903 opgevolgd door een Nederlander, Willem Hesselink
- Ernst-Günther Baade (Falkenhagen, gem. Pritzwalk, 20 augustus 1897 - Bad Segeberg, 8 mei 1945), Duits officier tijdens de Tweede Wereldoorlog
- Arne Elsholtz (* 14 augustus 1944 in Pritzwalk; † 26 april 2016 in Berlijn), succesvol stemacteur en stemregisseur
- Liane Buhr, Oost-Duits roeikampioene (Olympisch goud in 1976 en 1980 in de dubbel-vier-met-stuurvrouw).